# Гаврюшенко, Андрей Николаевич
Андрей Николаевич Гаврюшенко — российский журналист и медиаменеджер. Лауреат Всероссийской премии Союза журналистов России «Золотое перо России» (1998 год). Шеф-редактор, директор по развитию крупнейшего частного медиахолдинга Самарской области и Объединённой медиагруппы «Самарское обозрение». Является основателем популярного сетевого издания «Обозрение» — OBOZ.INFO.

## Биография
Родился 3 августа 1971 года.
В 1993 году закончил с отличием факультет журналистики КГУ.
С 1993 по 1994 годы работал корреспондентом, редактором отдела политики «Моей газеты».
С 1994 по 1998 годы — заместитель главного редактора журнала «Дело».
В 1998—1999 г.г. — главный редактор Поволжского бюро газеты «Известия» (Москва).
С 1999 по 2005 годы — главный редактор медиа-холдинга в Самарской области «Газетный мир» («Дело», «Навигатор», Благовест", «Дачница»).
С 2005 года по настоящее время — Шеф-редактор Объединённой редакции медиагруппы «Самарское Обозрение» (интернет-портал OBOZ.INFO, газета «Самарское Обозрение», журнал «Дело»), директор по развитию Управляющей компании медиахолдинга.
В 1998 году стал первым в Самарской области Лауреатом премии «Золотое перо России» Союза журналистов Российской Федерации.